# Thutmosis II
Thutmosis II (hay Thutmose II hoặc Tuthmosis II, có nghĩa là "thần Thoth sinh ra"), là vị pharaon thứ tư thuộc Vương triều thứ 18 của Ai Cập. Ông đã cho xây một vài công trình nhỏ và đã tiến hành hai chiến dịch nhỏ, nhưng lại làm rất ít những việc khác trong thời gian trị vì và đã chịu ảnh hưởng mạnh mẽ bởi người vợ của ông, Hatshepsut. Thời gian cai trị của ông được cho là từ 1493 đến 1479 TCN. Thi hài ông được tìm thấy ở nơi chôn giấu bí mật tại Deir el-Bahri, phía trên ngôi đền của Hatshepsut và hiện nay đang ở Viện bảo tàng Ai Cập tại Cairo.

## Gia đình
Thutmose II là con trai của vua Thutmose I với một người vợ bé, Mutnofret. Do đó ông đã buộc phải kết hôn với người chị khác mẹ, Hatshepsut, để đảm bảo vương quyền của mình. Dưới vương triều của mình, ông đã đàn áp thành công cuộc nổi dậy tại Nubia và Levant, ngoài ra còn đánh bại một nhóm du mục người Bedouin, nhưng những chiến dịch này lại được thực hiện bởi các tướng lĩnh của nhà vua, chứ không phải do bản thân Thutmose II. Điều này thường được hiểu là bằng chứng cho thấy Thutmose II vẫn còn nhỏ tuổi khi lên ngôi. Thutmose II đã có một người con gái với Hatshepsut, Neferure, ngoài ra ông còn một người con khác là Thutmose III, với một người vợ bé tên là Iset trước khi ông qua đời.
Một số nhà khảo cổ tin rằng Hatshepsut là người nắm quyền lực thực sự phía sau ngai vàng trong thời gian cai trị của Thutmose II vì những chính sách trong nước và nước ngoài tương tự như những gì bà đã theo đuổi dưới vương triều của bà và bởi vì tuyên bố của bà rằng bà là người kế vị được cha mình lựa chọn. 

## Chiến dịch
Sau khi Thutmose lên ngôi, vùng đất Kush đã nổi dậy, như một thói quen mỗi khi diễn ra quá trình chuyển giao vương quyền ở Ai Cập. Vương quốc Nubia trước đó đã hoàn toàn bị chinh phục bởi Thutmose I

## Xác ướp

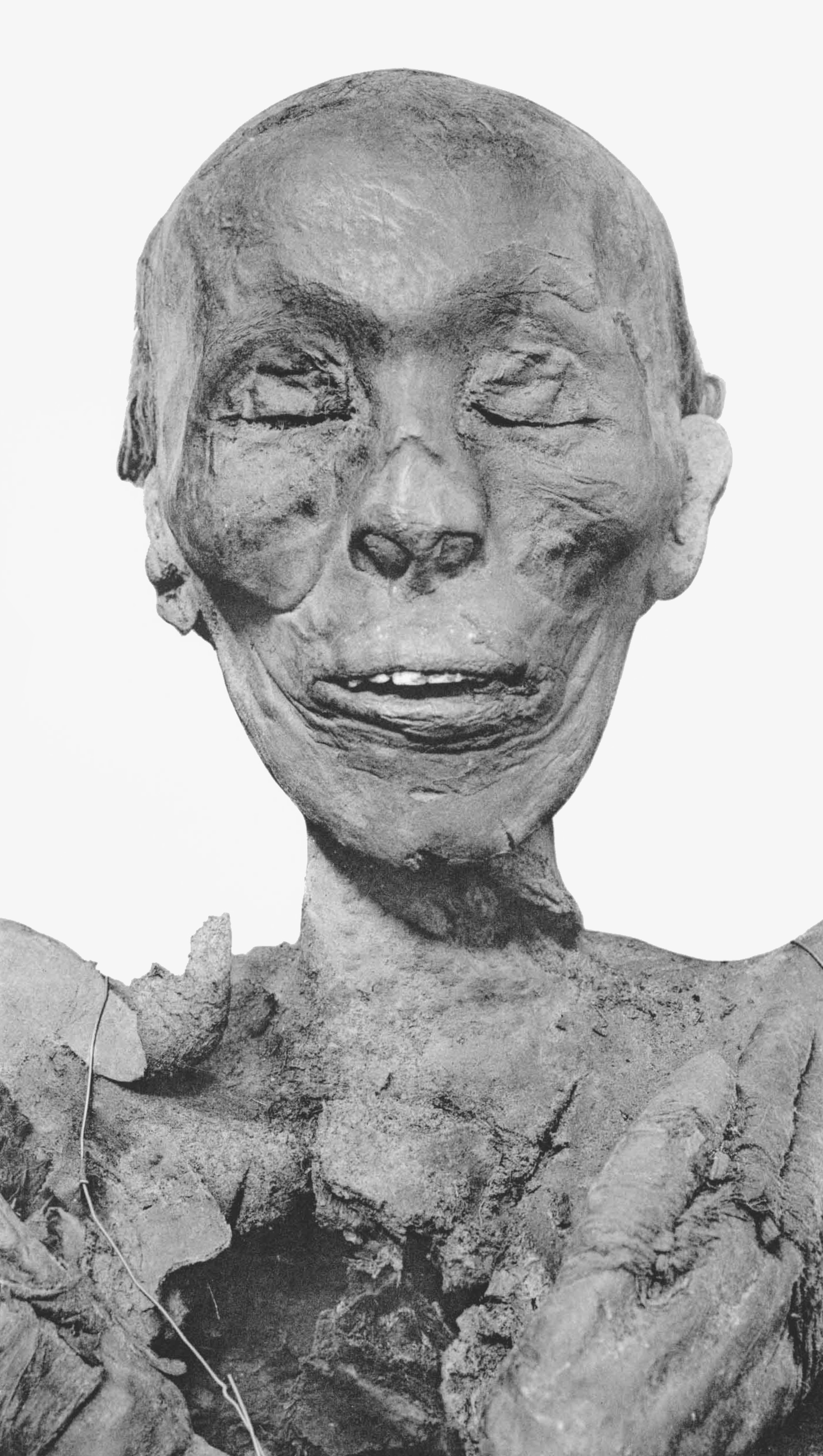
Ảnh chụp đầu xác ướp Thutmosis II

Xác ướp Thutmose II đã được phát hiện tại Deir el-Bahri vào năm 1881. Xác ướp đã được Gaston Maspero mở ra vào ngày 1 tháng 7 năm 1886. Xác ướp của Thutmosis II có nhiều nét tương đồng với xác ướp được cho là của Thutmosis I, cha ông. Xác ướp của Thutmose II đã bị hư hại dưới bàn tay của những kẻ cướp mộ cổ xưa, với cánh tay trái bị gãy ở khớp vai, cẳng tay tách ra ở khớp khuỷu tay và cánh tay phải bị chặt ra dưới khuỷu tay. Thành bụng trước và phần lớn ngực của anh ta đã bị đập nát bằng rìu của những tên trộm mộ muốn kiếm những lá bùa quý quấn sau những lớp vải bọc xác ướp. Ngoài ra, chân phải của ông đã bị chặt đứt khỏi cơ thể.